# Acanthomyrmex luciolae
Acanthomyrmex luciolae är en myrart som beskrevs av Carlo Emery 1893. Acanthomyrmex luciolae ingår i släktet Acanthomyrmex och familjen myror. Inga underarter finns listade i Catalogue of Life.